# Panasonic (nhãn hiệu)
Panasonic là nhãn hiệu quốc tế của công ty sản xuất sản phẩm điện tử Nhật Bản Panasonic Corporation (trước kia là Matsushita Electric Industrial Co.) và là công ty điện tử lớn nhất Nhật Bản. Dưới thương hiệu này, công ty Panasonic bán các bảng hiển thị LCD, plasma, máy ghi DVD, các thiết bị chơi Blu-ray, điện thoại, lò vi sóng, máy chiếu, camera kỹ thuật số, máy tính xách tay v.v...